# Torild Larsson
Torild Larsson, född 1917, död 1999,var en svensk båtkonstruktör och varvsägare.
Torild Larsson föddes in i familjen Larsson, som ägde Fisksätra varv i Saltsjöbaden. Han var son till Axel Larsson (död 1966) och Gerda Larsson (död 1965). Axel Larsson hade grundat Fisksätra Motorbåtsvarv 1919. Han hade bland annat varit beställare till M/Y Parbleu, ritad av Carl Gustaf Pettersson, som byggdes på varvet 1932.
Torild Larsson var gift med Inga-Lisa Larsson. Paret hade tre barn, som också arbetade inom familjeföretaget, bland andra Leif Larsson, platschef i Västervik, och Sune Larsson, avdelningschef.

## Båttyper konstruerade av Torild Larsson i urval
- Storfidra, segelbåt
- Debutant – segelbåt